# Squale savate rude
Deania hystricosa
Espèce
Synonymes
- Acanthidium hystricosum (Garman, 1906)
- Deania histricosa (Garman, 1906)
- Deania hystricosum (Garman, 1906)
- Deania mauli (Cadenat & Blache, 1981)[1]

Statut de conservation UICN

 DD  : Données insuffisantes
Répartition géographique
Le Squale savate rude (Deania hystricosa) est une espèce marine de requins de la famille des Centrophoridae. Le Squale savate rude est rarement observé : il est présent dans l'océan Atlantique Nord-Est, au large de l'archipel de Madère, ainsi que dans l'océan Pacifique, au sud du Japon et dans les eaux néo-zélandaises ; ce poisson benthique vit à des profondeurs comprises entre 600 et plus de 1 000 m.
Ce requin mesure jusqu'à 111 cm. Il est ovovivipare : une portée de 12 jeunes a été observée.